# 阴暗类隙蛛
阴暗类隙蛛（学名：Paracoelotes luctuosus）为暗蛛科类隙蛛属的动物。分布于日本、朝鲜、俄罗斯以及中国大陆的浙江、安徽、四川、贵州、湖南、河南、河北、山西、山东、陕西等地，多生活于洞穴和石下。该物种的模式产地在日本。